# Баш-Любрагат
Баш-Любрага́т - район (кумарка) Каталонії. Столиця району - Сан-Фаліу-да-Любрагат (кат. Sant Feliu de Llobregat). 

## Муніципалітети
- Ал-Папіол (кат. El Papiol) - населення 3 628 осіб;
- Ал-Прат-да-Любрагат (кат. El Prat de Llobregat) - населення 63 190 осіб;
- Абрера (кат. Abrera) - населення 9 422 особи;
- Аспаррагера (кат. Esparreguera) - населення 20 163 особи;
- Асплугас-да-Любрагат (кат. Esplugues de Llobregat) - населення 46 296 осіб;
- Балірана (кат. Vallirana) - населення 11 678 осіб;
- Бегас (кат. Begues) - населення 5 284 особи;
- Біладаканс (кат. Viladecans) - населення 60 033 особи;
- Ґаба (кат. Gavà) - населення 43 242 особи;
- Кастельбі-да-Рузанас (кат. Castellví de Rosanes) - населення 1 297 осіб;
- Кастельдафелс (кат. Castelldefels) - населення 56 815 осіб;
- Кольбато (кат. Collbató) - населення 3 024 особи;
- Курбера-да-Любрагат (кат. Corbera de Llobregat) - населення 11 278 осіб;
- Курналя-да-Любрагат (кат. Cornellà de Llobregat) - населення 84 131 особа;
- Ла-Палма-да-Сарбальо (кат. La Palma de Cervelló) - населення 2 881 особа;
- Мартурель (кат. Martorell) - населення 25 010 осіб;
- Мулінс-да-Рей (кат. Molins de Rei) - населення 22 496 осіб;
- Паляжа (кат. Pallejà) - населення 9 746 осіб;
- Сан-Бісенс-далс-Орс (кат. Sant Vicenç dels Horts) - населення 26 477 осіб;
- Сан-Бой-да-Любрагат (кат. Sant Boi de Llobregat) - населення 81 293 особи;
- Сан-Жуан-Даспі (кат. Sant Joan Despí) - населення 31 438 осіб;
- Сан-Жюс-Дасберн (кат. Sant Just Desvern) - населення 14 910 осіб;
- Сан-Клімен-да-Любрагат (кат. Sant Climent de Llobregat) - населення 3 366 осіб;
- Санта-Кулома-да-Сарбальо (кат. Santa Coloma de Cervelló) - населення 7 081 особа;
- Сант-Андреу-да-ла-Барка (кат. Sant Andreu de la Barca) - населення 23 675 осіб;
- Сант-Астеба-Сасрубірас (кат. Sant Esteve Sesrovires) - населення 5 978 осіб;
- Сан-Фаліу-да-Любрагат (кат. Sant Feliu de Llobregat) - населення 41 954 особи;
- Сарбальо (кат. Cervelló) - населення 6 980 осіб;
- Турреляс-да-Любрагат (кат. Torrelles de Llobregat) - населення 4 324 особи;
- Улеза-да-Монсаррат (кат. Olesa de Montserrat) - населення 20 294 особи.